# Oncidium leopardinum
Oncidium leopardinum är en orkidéart som beskrevs av John Lindley. Oncidium leopardinum ingår i släktet Oncidium och familjen orkidéer. Inga underarter finns listade i Catalogue of Life.